# Knottingley
Knottingley – miasto w północnej Anglii (Wielka Brytania), w hrabstwie West Yorkshire. Miasto zamieszkuje około 17 000 osób.